# Google Web Server
Google Web Server (GWS) è il web server che Google usa per le sue infrastrutture web.
A novembre 2008, era in terza posizione nel Netcraft Web Server Survey, sondaggio effettuato da Netcraft sui Web Server più utilizzati,  con il 5.94% di tutti i domini e il 11.31% di tutti i siti attivi.
L'ultima versione è la 2.1.